# Evangelische Salvatorkirche (Prag)
Dieser Artikel behandelt die evangelische Salvatorkirche in Prag. Für die gleichnamige römisch-katholische Kirche siehe Salvatorkirche (Prag).

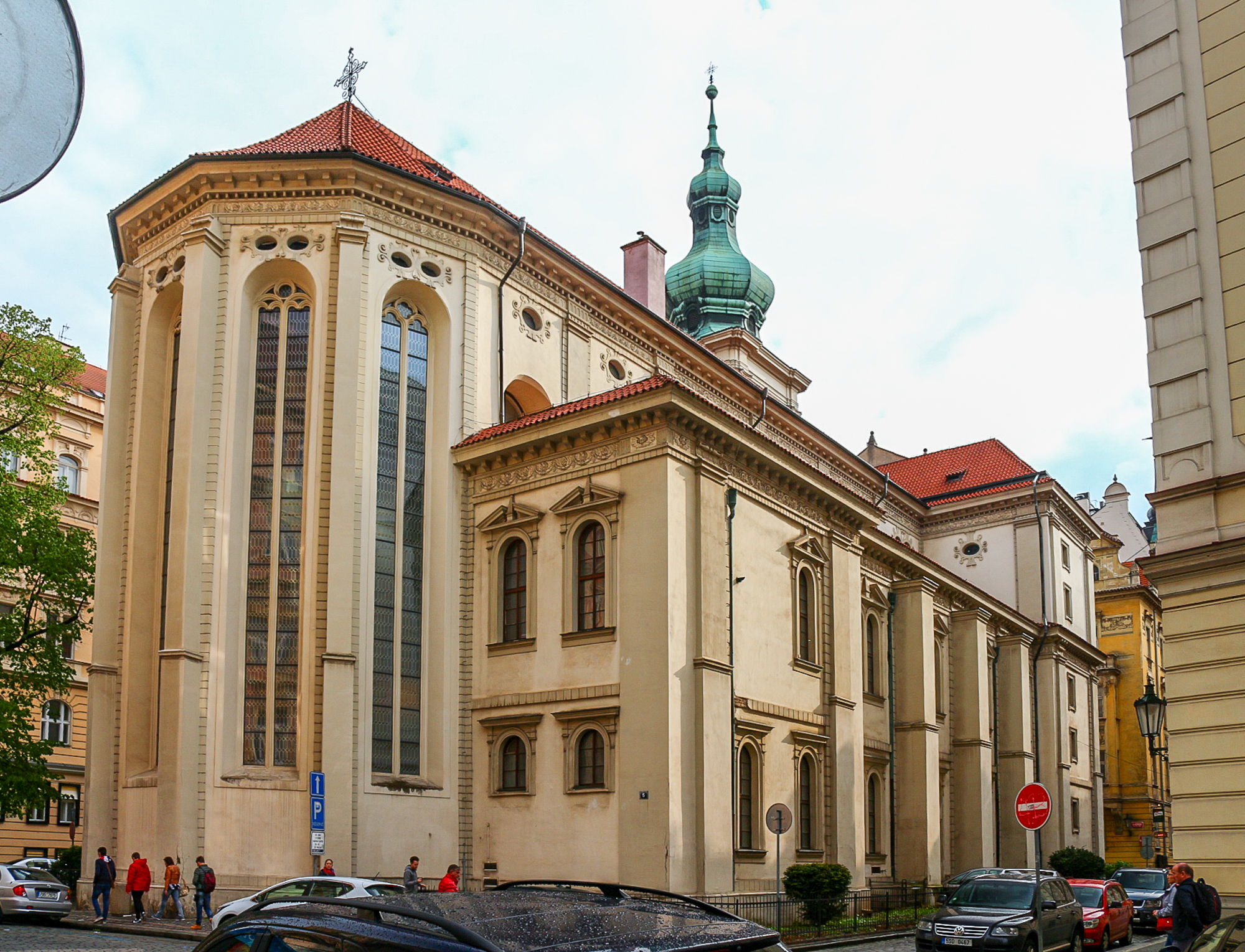
Die evangelische Salvatorkirche in Prag

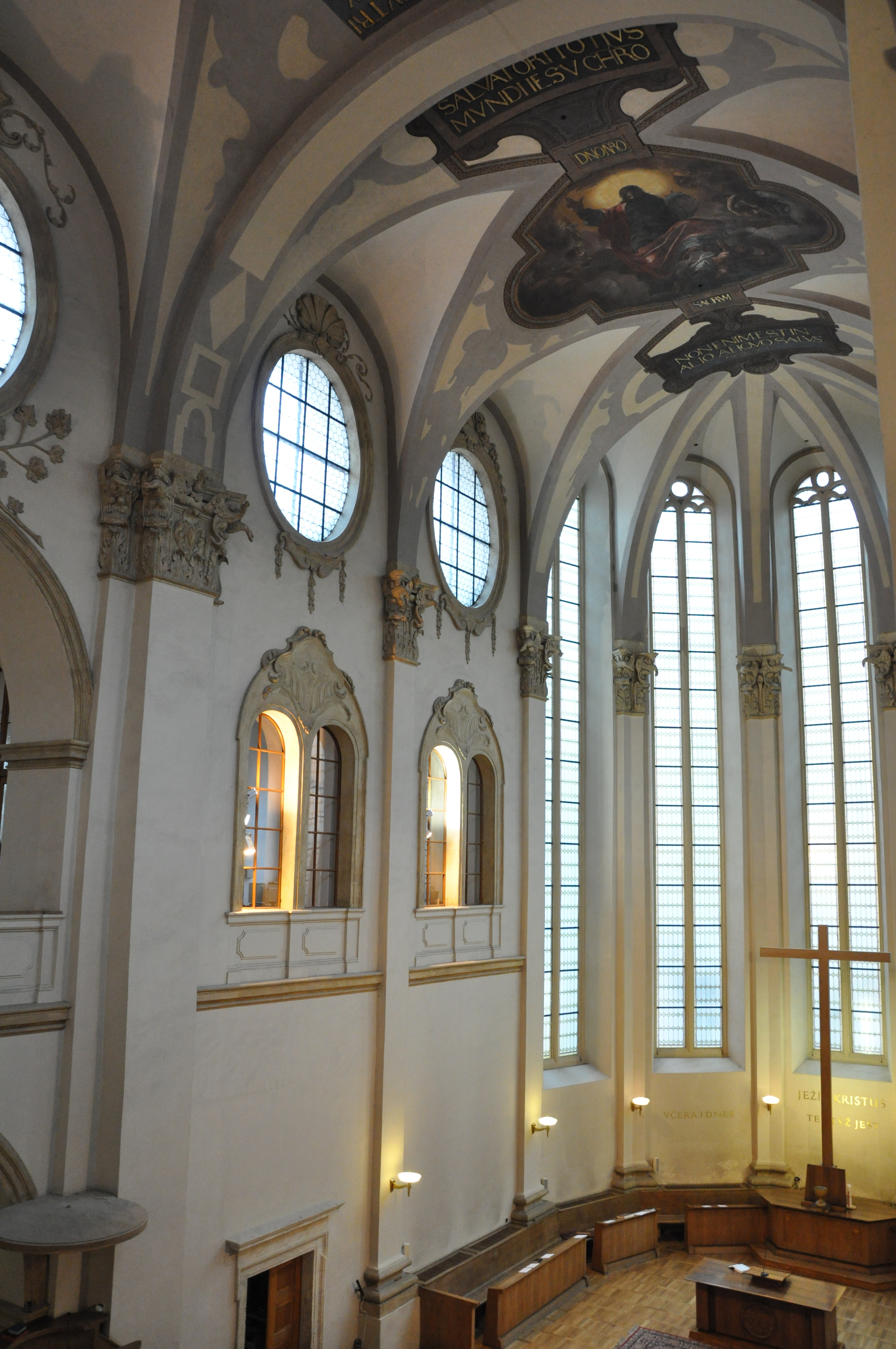
Innenraum

Die evangelische Salvatorkirche (tschechisch Kostel svatého Salvátora) ist eine Kirche in der Prager Altstadt.

## Geschichte
Am 5. Februar 1610 erwarb Joachim Andreas von Schlick, Graf von Passaun und Weißkirchen, den Baugrund für die Errichtung einer protestantischen Kirche in Prag, zu der der Grundstein am 27. Juli 1611 gelegt wurde, der Erbauer war Johann Bartholomeus zu Christoffen, aber auch Jan Dominik de Barifis oder Giovanni Maria Philippi werden als Baumeister genannt. Die Weihe fand im Oktober 1614 statt, als Leiter wurde der kursächsische Oberhofprediger aus Dresden, Matthias Hoë von Hoënegg, berufen. Nach dem Ständeaufstand in Böhmen (1618) wurde die Kirche im Zuge der Gegenreformation konfisziert und dem Paulinerorden übergeben. 1686 erfolgte der Ausbau der Kirchenfassade mit Türmen, deren nördlicher bei Bränden des Jahres 1689 und 1754 zerstört wurde. Weitere Veränderungen wurden 1777 durch den Baumeister Johann Josef Pracher durchgeführt.
Nach Aufhebung des Klosters 1796 während der josephinischen Kirchenreform wurde der Kirchenbau bis 1857 als Münzstätte genutzt. Dabei wurde für die Münzprägung im Chor der Kirche ein pferdebetriebenes Göpelwerk aufgestellt und die Stallungen für die Pferde in den dafür vermauerten Seitenschiffen eingerichtet.
Nach Erlass des Protestantenpatents von 1861 durch Kaiser Franz Joseph I., das die Gleichstellung des Protestantismus mit der katholischen Konfession bewirkte, wurde der Kirchenbau 1863 unter dem Superintendenten Jacob Benesch von der evangelischen Gemeinde Prag erworben. Seit 1918 dient sie der Evangelischen Kirche der Böhmischen Brüder. In den Jahren 1951 bis 1956 erfolgte eine Wiederherstellung des ursprünglichen barocken Raumzustands durch Wiederöffnung der Arkaden.

## Architektur
Die Salvatorkirche entstand als Emporenbasilika in nachgotischen Formen, wobei die zweitürmig konzipierte Westfassade erst nachträglich in klassischen Formen errichtet wurde. Der in fünf Seiten des Zehnecks schließende Hochchor ist mit hohen Maßwerkfenstern ausgestattet, die Fenster des Obergadens sind als Occuli ausgeführt. Das Kreuzgratgewölbe wird von Pilastern mit korinthischen Kapitellen getragen.